# Podgoritza
Podgoriza, Podgoritza  ou Podgorica, (pronunciada em montenegrino: [pǒdɡorit͡sa]) é a capital de Montenegro, país do sudeste europeu, nos Bálcãs. É também capital do municipalidade de Podgoriza.
Anteriormente conhecida pelos nomes de Titogrado e Ribnica/Ribnitza, Podgoriza está localizada a 44 metros acima do nível do mar. Segundo o censo de 2011, a população de Podgoriza é de 156 169 habitantes. A municipalidade de Podgoriza abarca 10,5% de todo o território do país, e 30% de toda a população de Montenegro reside na cidade. Podgoriza é ainda o centro administrativo e político de Montenegro, bem como seu centro econômico, cultural, e educacional.
A cidade está situada a poucos quilômetros de centros de esqui (ao norte) e de balneários no mar Adriático (ao sul). A cerca de três quilómetros a noroeste de Podgoriza localizam-se as ruínas de Dóclea (também conhecida como Duklja), uma vila conhecida desde os tempos pré-romanos. O imperador romano Diocleciano veio dessa região, na então província da Dalmácia.

## Nome
No alfabeto cirílico,  grafa-se o nome da cidade como Подгорица (lê-se Pôdgoritsa), ao passo que a forma oficial do topônimo utilizando o alfabeto latino é Podgorica (a letra <c> representa o som [ts] em servo-croata, assim como em várias línguas eslavas). A palavra podgorica significa "sob a colina de Gorica" em servo-croata. Por si só, a palavra gorica [ˈɡɔriːtsa] significa "pequena colina", sendo este o nome da colina que marca a paisagem do centro da capital.
Aquando a sua fundação (anterior ao Século XI), a vila onde hoje se situa Podgoriza chamava-se Birziminium. Durante a Idade Média era conhecida como Ribnitza. O nome Podgoriza passou a ser utilizado no ano de 1326. De 1946 a 1992, a cidade chamou-se Titogrado, em honra ao líder iugoslavo, Josip Broz Tito, também conhecido como “Marechal Tito”.

## Economia
A cidade é a principal base industrial, comercial e jurídica de Montenegro desde a sua independência. Podgoriza se tornou o centro administrativo de Montenegro, além de ser o seu motor econômico principal. A maior parte da base industrial, financeira e comercial do Montenegro se concentra em Podgoriza.
Antes da Primeira Guerra Mundial, a maior parte da economia de Podgoriza se concentrava no comércio e manufatura em pequena escala, seguindo o modelo econômico estabelecido durante a longa regência do Império Otomano. Após a Segunda Guerra Mundial, a cidade tornou-se a capital de Montenegro e o foco de uma rápida urbanização e industrialização. Indústrias como a do alumínio e processamento de tabaco, têxteis, engenharia, produção de veículos e produção de vinho foram estabelecidos dentro e ao redor de Podgoriza.
No início dos anos 90, a dissolução da Iugoslávia, as guerras iugoslavas e as sanções impostas pela ONU deixaram as indústrias de Podgoriza sem seus mercados tradicionais, fornecedores e fundos disponíveis. Isto, combinado com pressões de transição típicas, levou a um declínio da base industrial, a partir da qual muitas empresas entraram em colapso, deixando milhares de cidadãos desempregados. No entanto, algumas das indústrias conseguiram sobreviver à turbulência da década de 1990, e são grandes contribuintes para as exportações de Montenegro até os dias de hoje.
Desde quando Montenegro começou seu impulso para a independência da Sérvia no final dos anos 90, Podgoriza tem se beneficiado grandemente da concentração aumentada de governo e de serviços. Além de quase todo o governo do país, a cidade abriga a Bolsa de Valores de Montenegro e outras grandes instituições financeiras montenegrinas, juntamente com operadoras de telecomunicações, meios de comunicação, a companhia aérea nacional, Montenegro Airlines, e outras instituições e empresas significativas.
A grande presença de governos e do setor de serviços poupou a economia de Podgoriza de uma prolongada estagnação na recessão dos anos 2000, que atingiu duramente Montenegro. Contudo, em meados de 2014, cerca de 30% dos cidadãos de Montenegro viviam em Podgoriza, e o município responde por 44% dos trabalhadores empregados do país. O salário médio mensal líquido em maio de 2014 era de € 509 no município.

## Cidades-irmãs
Podgoriza é geminada com:
- Erevan
- Paris
- Londres
- Nicósia
- Belgrado
- Nova Deli
- Rio de Janeiro (cidade)
- Lavrinhas